# 小行星2016
小行星2016（2016 Heinemann）是一颗围绕太阳公转的小行星。1938年9月18日，阿爾弗雷德·博爾曼在海德堡发现了此天体。
該小行星以德國天文學家卡爾·海涅曼（Karl Heinemann）命名。
这颗小行星的绝对星等为341.3389226840039等。